# Project Gio
Project Gio is een Nederlandse filmkomedie uit 2019 geregisseerd door Bas van Teylingen. De film is op 29 november 2019 in première gegaan. De film dong in 2020 mee met de Gouden Kalveren.

## Verhaal
Wanneer Marcel en Louise Latooy net een nieuwe villa hebben in Noorderplassen en op vakantie gaan, en hun zoon Gio op de villa moet passen geldt er voor Gio maar één regel: er mogen geen feestjes gehouden worden. Zijn zus Melanie waarschuwt hem ook al om het niet te doen en dat blijkt terecht: uiteindelijk houdt Gio er zich niet aan en zwicht hij onder de druk van zijn vriend Sammie, gespeeld door Niek Roozen. Hierbij wordt  zelfs letterlijk het dak eraf gefeest omdat Sammie te veel mensen had uitgenodigd, en door zwaar vuurwerk dat door een van de gasten is meegenomen een ravage ontstaat, waaronder een gat in het dak. Twee voor het herstel door Gio ingehuurde bouwvakkers voeren weinig uit, maar vragen veel geld. Gio probeert met baantjes aan dat geld te komen, maar hij is zo onhandig dat hij steeds ontslagen wordt en de werkgevers meer aan schadevergoedingen moet betalen dan hij verdient. Ondanks zijn onhandigheid wordt zijn buurmeisje verliefd op hem, die hem een baan aanbiedt in de bouwmarkt van haar vader. Hier wordt hij in de val gelokt door zijn baas, waardoor hij ten onrechte van diefstal wordt beschuldigd. Zijn ouders en ook zijn YouTube-volgers mogen hier niet achter komen. Daarom blijft Gio eerst nog dagelijks een video opnemen en uploaden. Het verdere plot draait om de vraag hoe Gio de problemen gaat oplossen, en hoe het uiteindelijk zijn vriend Sammie is die deze voor hem oplost.

## Rolverdeling
| Acteur                                    | Rol                                 |
| ----------------------------------------- | ----------------------------------- |
| Gio Latooy                                | een versie van zichzelf             |
| Melanie Latooy (tweelingzus van Gio)      | een versie van zichzelf             |
| Louise Latooy (moeder van Gio en Melanie) | een versie van zichzelf             |
| Marcel Latooy (vader van Gio en Melanie)  | een versie van zichzelf             |
| Niek Roozen                               | Sammie                              |
| Belle Zimmerman                           | Tamara                              |
| Vincent Visser                            | Peter                               |
| Rienus Krul                               | Johan                               |
| Max van den Burg                          | Dirk                                |
| Rutger de Bekker                          | John                                |
| Ruud Smulders                             | Gert-Jan                            |
| Steye van Dam                             | Andre                               |
| Maaike Martens                            | Yvonne                              |
| Fleur Verwey                              | Verwende influencermeisjes          |
| Emma Keuven                               | Verwende influencermeisjes          |
| Emilio Guzman                             | Pizza Fernando                      |
| Marthijn van Steinvoorn                   | DJ Daddycrusher                     |
| Stacey Walroud (Esko)                     | zichzelf                            |
| Snelle                                    | zichzelf                            |
| Bert Walthaus                             | Oude, vervelende buurman            |
| Alex van Dun                              | zichzelf                            |
| Sjaak                                     | zichzelf                            |
| Nick Golterman                            | Gert met het knalvuurwerk           |
| Jesper Kleynen                            | Jesper van Ponkers                  |
| Marco van Es                              | Peter Hoefnagels (036 Guide)        |
| Martine Sandifort                         | Vrouw waterskibaan                  |
| Aldo van Troost                           | Autodealer                          |
| Hanwe Chang                               | Zichzelf                            |
| Maureen Kamphuis                          | Ellen van kassa 1                   |
| Giel Beelen                               | Managers Almere Vandaag             |
| Ron Broertjes                             | Managers Almere Vandaag             |
| Arie Koomen                               | Vrijpostige ober                    |
| LinkTijger                                | Jongen achter BBQ                   |
| Said El Hassnaoui (WestSaid)              | Hebberige klant bouwmarkt           |
| Marcel Koetze                             | Ongeduldige klant bouwmarkt         |
| Jinx Heus                                 | Dochter ongeduldige klant bouwmarkt |
| Frits Sissing                             | Kritische klant bouwmarkt           |
| Brian op de Dijk                          | Klant in bouwmarkt                  |
| Joost Buitenweg                           | Manager Kruidvat                    |
| Ronald Vledder                            | Man met bakfiets                    |
| Sterre Koning                             | Meisje 1 bezorging pizza            |
| Nina Schotpoort                           | Meisje 2 bezorging pizza            |
| Rohan Sukhraj                             | Jongen bezorging pizza              |
| Stan Kraehe                               | Domino's-pizzabezorger op de fiets  |
| Thorben van Berkel                        | zichzelf                            |
| Jordy Maas                                | Wakeboarder                         |

## Productie
Op 19 juni 2019 maakte Latooy bekend via YouTube dat er een eigen bioscoopfilm zou komen.  Via Instagram werd stapsgewijs de rolverdeling bekend gemaakt. De opnames van de film vonden plaats tussen 16 juli 2019 tot 4 augustus 2019. Verder is de film in Almere opgenomen als locatie. De overige opnames van de film vonden plaats in en rondom Almere waaronder: Almeerderstrand, Duinbad, winkelcentrum Almere Stad, Buurtcentrum Het Forum, Hogeschool Windesheim, Waterskibaan Cablepark VIEW Almere, Noorderplassen en wijk bij Radar (Almere).

## Release en ontvangst
Project Gio was onder andere te zien in diverse bioscopen door heel Nederland, waaronder in Pathé. Naderhand is de film ook op de streamingdiensten Netflix en Pathé Thuis te zien.
De Telegraaf noemde de film "stukgesponsorde namaak" en het verhaal en de grappen "geforceerd". Het dagblad gaf de film 2 van de 5 sterren.  Jeugdkrant 7Days betoogt dat het verhaal van de film "weinig voorstelt", en dat het acteerwerk tekortschiet: "Om een film van anderhalf uur te kunnen dragen, is toch meer acteertalent voor nodig". Gebruikers van filmplatform IMDb gaven de film 1,9 van de 10 sterren. 

## Titelsong
Voor de film werd er door de artiesten Esko en Snelle een titelsong geschreven. Dit lied kreeg de titel Omhoog en werd in de Nederlandse hitlijsten een bescheiden hit.